# Torndirrup
Torndirrup ist ein Ort im australischen Bundesstaat Western Australia. Der Ort liegt etwa vier Kilometer Luftlinie von Albany entfernt auf der anderen Seite des Princess Royal Harbours. Der Ort befindet sich im traditionellen Siedlungsgebiet des Aborigines-Stammes der Mineng.

## Geografie
Torndirrup liegt im Süden der Torndirrup-Halbinsel, die den Princess Royal Harbour und den King George Sound bildet, und umfasst den 39 km² großen Torndirrup-Nationalpark.
Nach Albany im Nordosten sind es auf der Straße knapp sieben Kilometer.

## Bevölkerung
Der Ort Torndirrup hatte 2016 eine Bevölkerung von 475 Menschen, davon sind gemäß Australian Bureau of Statistics 94,1 % männlich und 5,9 % weiblich. 
Das durchschnittliche Alter in Torndirrup liegt bei 34 Jahren, vier Jahre unter dem australischen Durchschnitt von 38 Jahren.